# Helmës
Helmes è una frazione del comune di Kavajë in Albania (prefettura di Tirana).
Fino alla riforma amministrativa del 2015 era comune autonomo, dopo la riforma è stato accorpato, insieme agli ex-comuni di Golem, Luz i Vogël e Synej a costituire la municipalità di Kavajë.

## Località
Il comune era formato dall'insieme delle seguenti località:
- Helmes
- Zik-Laraj
- Lis-Patros
- Shtodher
- Cete
- Momel
- Habilaj
- Collakaj
- Kryezi
- Cikalles